# Imagina Juntas
Imagina Juntas é um podcast brasileiro fundado em novembro de 2017. Apresentado por Jeska Grecco e Carol Rocha, é uma produção do gênero comédia.

## História
O podcast Imagina Juntas foi originalmente lançado em novembro de 2017. O título do projeto teve, como influência, um meme brasileiro que se chamava "se juntas já causa, imagina juntas". Gus Lanzetta já participava de outro podcast, chamado Papo Torto, enquanto Jeska e Carol eram publicitárias que participavam esporadicamente como convidadas em outros podcasts. Com a vontade de ter um podcast próprio que falasse, de forma humorística, sobre temas relacionados a geração Y.
Em 2019, o Imagina Juntas foi um dos principais podcasts brasileiros a ter conteúdo gravado com plateia ao vivo. Até 2021, Imagina Juntas era produzido pela Half Deaf.
No final de 2022, já sem Gus Lanzetta e após um ano de pausa, o programa retornou com uma versão em vídeo. A partir de então, a produção passou a ser independente.

## Desempenho
Como podcast independente, Imagina Juntas estreou na parada de Top Podcasts da Apple Podcasts em novembro de 2017, alcançando o pico de posição #4 em 24 de novembro de 2017. Como podcast da produtora Half Deaf, Imagina Juntas alcançou o pico de posição #3, em 23 de agosto de 2018. Quando a produção se tornou novamente independente, alcançou o pico de posição #25 em 18 de dezembro de 2022.

## Integrantes
Atuais
- Jeska Grecco (2017–atualmente)
- Carol Rocha (2017–atualmente)

Ex-integrantes
- Gus Lanzetta (2017–2021)